# Edmar Mednis
Edmar John Mednis foi um GM letão e um respeitado escritor sobre o enxadrismo. Apesar de uma carreira modesta frente ao tabuleiro, foi o autor de vários conceituados livros na área.
Ao final da Segunda Guerra Mundial a família de Mednis se mudou para os Estados Unidos e apesar de ter cursado engenharia química, trabalhou como corretor na bolsa de valores. Mednis escreveu 26 livros e centenas de artigos sobre xadrez, tendo também comentado, junto com Robert Byrne, muitas partidas no periódico Chess Informant.
Mednis terminou em segundo lugar o campeonato mundial júnior de 1955, atrás de Boris Spassky, tendo empatado seu jogo individual, foi o primeiro enxadrista a vencer Bobby Fischer no Campeonato Nacional tendo disputado também a Olimpíada de Xadrez pela equipe estadunidense tendo terminado em terceiro lugar.

## Principais livros publicados
- How to Beat Bobby Fischer, (New York Times, 1974); Revised edition (Dover, 1998), ISBN 0-486-29844-2.
- Edmar Mednis, Edmar Mednis (1982), Practical Rook Endings, Chess Enterprises, ISBN 0-931462-16-9
- Edmar Mednis, Edmar Mednis (1998), Practical Endgame Tips, Cadogan, ISBN 1-85744-213-X
- Mednis, Edmar (1990), Practical Bishop Endings, Chess Enterprises, ISBN 0-945470-04-5
- Mednis, Edmar; Crouch, Colin (1992), Rate Your Endgame, ISBN 978-1-85744-174-1, Cadogan

- Practical Endgame Lessons
- Questions and Answers on Practical Endgame Play (1987) ISBN 0-931462-69-X
- Strategic Themes in Endgames
- How Karpov Wins
- Strategic Chess: Mastering the Closed Game (1993) ISBN 0-486-40617-2
- Cómo convertirse en un auténtico jugador de torneo (2001) ISBN 84-8019-384-0